# بيرت بيكوك
بيرت بيكوك (بالإنجليزية: Bertie Peacock)‏ (29 سبتمبر 1928 في المملكة المتحدة - 22 يوليو 2004 ببلفاست في المملكة المتحدة) هو مدرب كرة قدم ولاعب كرة قدم بريطاني في مركز الدفاع، شارك في كأس العالم 1958. وشارك مع منتخب أيرلندا الشمالية لكرة القدم ومنتخب المملكة المتحدة الوطني لكرة القدم. أما مع النوادي، فقد لعب مع غلينتوران ونادي سلتيك ونادي كوليرين وهاميلتون ستيلرز ‏ ونادي غرينوك مورتون.

## وصلات خارجية
- بيرت بيكوك على موقع ناشيونال فوتبول تيمز (الإنجليزية)